# James Addy
James Addy (James Aryee Addy; * 9. Dezember 1939 in Accra; † 26. April 2009 ebd.) war ein ghanaischer Sprinter.
Bei den Olympischen Spielen 1960 in Rom erreichte er in der 4-mal-400-Meter-Staffel das Halbfinale.
1962 British Empire and Commonwealth Games in Perth schied er über 440 Yards im Halbfinale aus und gewann Bronze mit der ghanaischen 4-mal-440-Yards-Stafette.
Bei den Olympischen Spielen 1964 in Tokio gelangte er über 400 m ins Halbfinale und scheiterte in der 4-mal-400-Meter-Staffel im Vorlauf.
Zwei Jahre später siegte er bei den British Empire and Commonwealth Games 1966 in Kingston mit der ghanaischen 4-mal-110-Yards-Stafette und schied über 220 Yards im Halbfinale aus.
Bei den Olympischen Spielen 1968 in Mexiko-Stadt erreichte er über 200 m das Viertelfinale und in der 4-mal-400-Meter-Staffel das Halbfinale.
1970 holte er bei den British Commonwealth Games in Edinburgh Silber in der 4-mal-100-Meter-Staffel und scheiterte über 100 m im Viertelfinale. Zum Abschluss seiner Karriere schied er bei den Olympischen Spielen 1972 in München erneut über 200 m im Viertelfinale und in der 4-mal-400-Meter-Staffel im Halbfinale aus.

## Persönliche Bestzeiten
- 100 m: 10,5 s, 1968
- 200 m: 20,87 s, 1971
- 440 Yards: 46,8 s, 1965 (entspricht 46,5 s über 400 m)